# 上田丸子電鉄モハ10形電車
上田丸子電鉄モハ10形電車（うえだまるこでんてつモハ10がたでんしゃ）は、上田丸子電鉄（後の上田交通）に在籍した電車（制御電動車）である。後年の改番に際してモハ3210形と改称・改番された。
本項では、本形式のうち車体載せ替えによる鋼体化によって別形式に区分されたモハ3220形についても記述する。

## 概要
1945年8月15日当時における丸子線の旅客車両は、木製ボギー電動車4両（モハ110形・モハ210形）・半鋼製ガソリンカー2両（キハ1形・キハ301形）の計6両が在籍しているに過ぎなかったことから、終戦後急増した需要に対して深刻な輸送力不足に陥った。このため、上田丸子電鉄は地元小県郡青木村出身の五島慶太が経営する東京急行電鉄（東急）に丸子線において運用可能な中古電車の譲渡を要請した。東急側もこれを受け入れ、当時東急が委託運営していた相模鉄道厚木線で運用していたモハ1形（元目黒蒲田電鉄デハ1形）のうち、モハ4・5・10の3両を譲渡することで合意、1947年に上田丸子電鉄側へ引き渡され、丸子線へ導入された。さらに1949年には東急から静岡鉄道へ譲渡されていたモハ9を譲り受けた。
同4両はモハ10形11 - 14の形式称号・車両番号が付与された。旧番対照は以下の通りである。尚、東急の前身の目黒蒲田電鉄時代のモハ1形とモハ6形の両形式を出自としているため、モハ13・14はモハ11・12より車体幅が広かった。
- 相鉄モハ4 → 上田丸子モハ11
- 相鉄モハ5 → 上田丸子12
- 相鉄モハ10 → 上田丸子13
- 静岡鉄道モハ9 → 上田丸子14

## 運用
1950年に実施された一斉改番によりモハ3210形3211 - 3214と改称・改番された。
改番後、モハ3211・3212が西丸子線へ転属し、1955年の車体更新に際して運転台を全室構造化したことに伴って、側面窓配置が従来のD10Dから1D8D1に変更された。モハ3213・3214は引き続き丸子線で運用されたが、1956年にモハ3213がサハ20形25の、モハ3214がサハ20形26の車体を使って鋼体化を実施、同時にモハ3220形3221・3222と改称・改番された。
1957年にモハ3220形3221・3222はモハ3223・3224と原番+2で改番が実施されたが、この2両に続いてモハ3211・3212についてもサハ20形の車体を使って鋼体化し、モハ3221・3222（いずれも2代）に改番することを想定していたと考えられている。しかし実現には至らなかった。
両形式は西丸子線のモハ3210形は単行運転、モハ3220形は2両編成の運転を基本に運用されていた。しかし1961年6月29日に、同年6月25日の梅雨前線豪雨の影響から西丸子線が運転休止になるとモハ3210形も休車となり、1963年11月1日の同線廃止により2両とも越後交通に譲渡された。残ったモハ3220形は1969年4月19日の丸子線廃止まで運用され続け、同線廃止により廃車された。